# Cherubino Ghirardacci

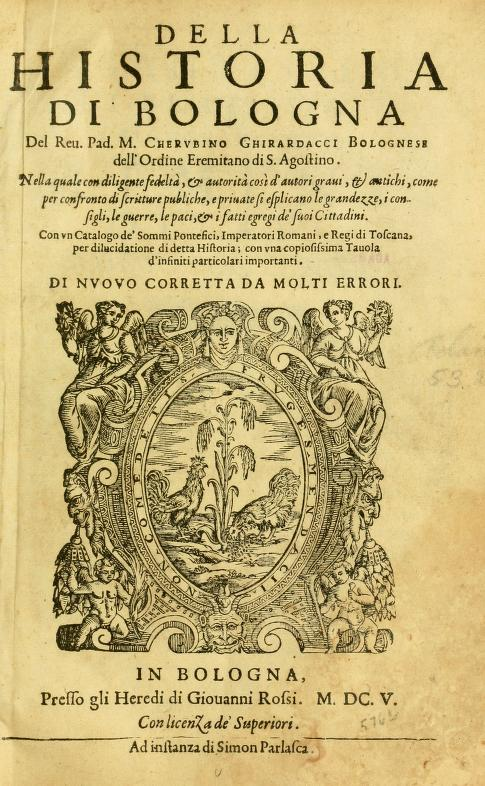
Della historia di Bologna

Cherubino Ghirardacci (Bologna, 1519 – Bologna, 12 dicembre 1598) fu un frate agostiniano e uno storico del XVI secolo.

## Biografia
Entrò nell'Ordine di Sant'Agostino verso il 1532 presso il convento di San Giacomo Maggiore a Bologna. Dopo aver compiuto la propria formazione religiosa e teologica a Roma e a Siena, dove nel 1543 divenne sacerdote, nel 1548 tornò a Bologna, e si dedicò allo studio delle carte conservate nel convento.
Negli anni seguenti scrisse alcune opere devozionali e di argomento catechistico e fu lettore di teologia e maestro dei novizi.
Nel 1582 fu nominato parroco della chiesa di Santa Cecilia, continuando a dedicarsi alla raccolta del materiale e alla composizione della Historia di Bologna, il cui primo volume uscì nel 1596, nonostante la pubblicazione fosse stata osteggiata dal Senato di Bologna, che per anni aveva rifiutato di concedere la licenza.
L'opera completa, pubblicata in tre volumi, ripercorre la storia della città dagli albori al 1508. Al Ghirardacci, da alcuni considerato il primo storico moderno bolognese, va il merito di essersi basato su informazioni derivate da fonti archivistiche e non su tradizioni riportate da altri, non sempre verificabili.
Allo scrittore è intitolato il Centro culturale Cherubino Ghirardacci, costituito presso il convento di San Giacomo in Bologna, dedito alla valorizzazione dei documenti storici relativi all'ordine agostiniano.